# Muscari mirum
Muscari mirum là một loài thực vật có hoa trong họ Măng tây. Loài này được Speta mô tả khoa học đầu tiên năm 1989.